# Crambus gelatellus
Crambus gelatellus là một loài bướm đêm trong họ Crambidae.